# Emil Tîmbur
Emil Tîmbur (ur. 21 lipca 1997 w Kiszyniowie) – mołdawski piłkarz grający na pozycji bramkarza.